# Walerija Alexejewna Golubzowa
Walerija Alexejewna Golubzowa (russisch Валерия Алексеевна Голубцова; * 2. Maijul. / 15. Mai 1901greg. in Nischni Nowgorod; † 1. Oktober 1987 in Moskau) war eine sowjetische Elektroingenieurin.

## Leben
Golubzowas Vater Alexei Alexandrowitsch Golubzow (1852–1924) war Staatsrat (5. Rangklasse) und lehrte im Kadettenkorps. Ihre Mutter Olga Pawlowna geborene Newsorowa stammte aus einer alten Adelsfamilie. Die älteren Schwestern der Mutter Sinaida, Sofja und Awgustina waren die bekannten Schwestern Newsorowa, die bereits in den 1890er Jahren für Lenins Marxismus-Arbeitskreise arbeiteten. Sinaida Newsorowa heiratete 1899 Gleb Krschischanowski, der nach der Oktoberrevolution in den 1920er Jahren die GOELRO-Kommission leitete. Walerija Golubzowa hatte vier Geschwister. Ihr Bruder Wjatscheslaw Golubzow wurde Wärmetechnikingenieur.
Golubzowa schloss 1917 den Gymnasiumsbesuch in Nischni Nowgorod ab und absolvierte nach der Oktoberrevolution im Bürgerkrieg Bibliothekarskurse. Ab 1920 arbeitete sie als Bibliothekarin der Turkestan-Front in einer Kanzlei in Taschkent und im Agitationszug einer Kavallerie-Brigade, deren Kommissar Georgi Malenkow war. Sie heiratete ihn 1920 ohne offizielle Registrierung bis an ihr Lebensende unter Beibehaltung ihres Familiennamens und trat in die Kommunistische Partei Russlands (Bolschewiki) (RKP) ein.
In Moskau bekam Golubzowa 1921 eine Stelle in der Organisationsabteilung des Zentralkomitees (ZK) der RKP und erhielt ein Einzelzimmer im ehemaligen Hotel Loskutnaja, das das Wohnzentrum der Moskauer kommunistischen Bohème war. Mit ihrem Mann beschloss sie abwechselnd zu studieren, sodass Malenkow das Studium an der nach Nikolai Bauman benannten  Moskauer Technischen Hochschule (MWTU) begann. 1928 wurde sie Zeitnehmerin im Moskauer Metalllampenwerk.
Die Parteiorganisation wies 1930 Golubzowa zum Studium in das Moskauer Energetische Institut (MEI) ein. Neben dem Studium war sie Sekretärin der Parteiorganisation im MEI. Nach dem Abschluss des Studiums 1934 arbeitete sie als Ingenieurin im Moskauer Elektromaschinenwerk Dinamo. 1936 begann sie die Aspirantur im MEI, die sie 1938 wegen der Geburt zweier Söhne unterbrach.
Nach Beginn des Deutsch-Sowjetischen Kriegs wurde sie mit der Familie in Kuibyschew evakuiert und arbeitete als Ausbilderin des Kuibyschewer Oblast-Parteikomitees für die evakuierte Luftfahrt- und Elektrotechnik-Industrie. 1942 kehrte sie nach Mokau ans MEI zurück.
Als Assistentin des Lehrstuhls für Kabeltechnik wurde Golubzowa am 3. Juni 1943 Direktorin des MEI, das mit dem Leninorden ausgezeichnet und nach Wjatscheslaw Molotow benannt worden war. Im Frühjahr 1945 reiste sie im Rang eines Majors in das besetzte Wien, um Versuchs- und Messeinrichtungen der AEG zu übernehmen. Sie verteidigte 1948 erfolgreich ihre Dissertation für die Promotion zur Kandidatin der technischen Wissenschaften. Sie war am Bau des einzigen Versuchsheizkraftwerks in der UdSSR mit 12 Megawatt Leistung beim MEI beteiligt, das 1951 in Betrieb ging. Sie unterstützte insbesondere die Berufungen von Wladimir Kotelnikow, Boris Tschertok, Wladimir Kirillin, Alexander Scheindlin und Alexei Bogomolow.
Dank ihrer guten Beziehungen zu den Behörden konnte Golubzowa die Lehr- und Forschungsmöglichkeiten des MEI deutlich erweitern. Zusätzliche Gebäude wurden hinzugefügt, neue Laboratorien wurden eingerichtet, und ein Kulturpalast, ein Gästehaus und Häuser für das Lehrpersonal wurden gebaut. Während der Kampagne gegen den Kosmopolitismus mit der Ärzteverschwörung stellte sie den Mitarbeiter Ilja Markowitsch unter ihren Schutz. Sie kümmerte sich um das Leben der Studenten und ließ beispielsweise einen armen Absolventen für seinen Arbeitsantritt im Altai neu einkleiden. Sie verschaffte dem MEI Grundstücke für Ferienhäuser bei Moskau und auf der Krim.
Aufgrund einer schweren Erkrankung musste Golubzowa 1952 die MEI-Leitung aufgeben. 1953 wurde sie Vizedirektorin des Moskauer Instituts für Geschichte der Naturwissenschaften und Technik der Akademie der Wissenschaften der UdSSR, das 1991 nach Sergei Wawilow benannt wurde. Sie verteidigte 1955 im MEI ihre Doktor-Dissertation über Geschichte und Perspektiven der Entwicklung von Isoliermaterialien für Maschinen, Zuleitungen und Kabel mit Erfolg für die Promotion zur Doktorin der technischen Wissenschaften, worauf sie zur Professorin am Lehrstuhl für Allgemeine Elektrotechnik ernannt wurde. Sie war Herausgeberin des zweibändigen Werks über die Geschichte der Energietechnik in der UdSSR (1957).
Als Golubzowas Mann Georgi Malenkow nach einem misslungenen Putschversuch gegen Chruschtschow aus dem Politbüro ausgeschlossen wurde und seine Ämter verlor, folgte  Golubzowa ihrem Mann in die Verbannung. Sie ließen sich zunächst in Ust-Kamenogorsk und dann in Ekibastus nieder, wo Malenkow Kraftwerke leitete.
Nach dem Tod des Vaters Malenkows und der Pensionierung Malenkows 1968 zog Golubzowa mit ihm nach Udelnaja bei Moskau. Ihr Haus hatte sie selbst projektiert. 1971 wurde ihnen eine persönliche Unionspension gewährt. Ab 1973 lebten sie in Moskau in einer Zweizimmerwohnung. 1980 wurde ihnen auf Anweisung des KGB-Chefs Juri Andropow eine Zweizimmerwohnung an der Frunsenskaja nabereschnaja zugewiesen.
Golubzowa hatte drei Kinder. Wolja (Walentina) Georgijewna Malenkowa (1924–2010) wurde Architektin und heiratete in 1. Ehe den Ökonomen Wladimir Schamberg (1926–2014). In 2. Ehe war sie mit dem Architekten Alexander Stepanow (1927–2017) verheiratet. Andrei Georgijewitsch Malenkow (* 1937) wurde Biophysiker, während Georgi Georgijewitsch Malenkow (* 1938) Chemiker wurde.
Golubzowa starb am 1. Oktober 1987. Ihr Mann Georgi Malenkow starb am 14. Januar 1988. Ihr gemeinsames Grab befindet sich auf dem Kunzewoer Friedhof.

## Ehrungen, Preise
- Orden des Roten Banners der Arbeit (1944)
- Orden des Roten Sterns (1945)[3]
- Medaille „Für heldenmütige Arbeit im Großen Vaterländischen Krieg 1941–1945“